# Kdo se je zbral?
Kdo se je zbral? je debitantski studijski album slovenske rock skupine Zmelkoow, izdan 1. novembra 1994 pri založbi Primitivc glasbic. Naslov pesmi »Čau slonček« je nastal kot tiskarska napaka – na ovitku bi moralo pisati »Čau sonček« (kar pevec Goga Sedmak v pesmi tudi poje), a so se člani skupine odločili obdržati novi naslov.

## Seznam pesmi
Vse pesmi je napisal Goga Sedmak.
1. »Streloowod« – 4:29
2. »Kdo se je zbral?« – 4:22
3. »Čau slonček« – 3:47
4. »Veni vidi vadi via« – 4:19
5. »Ganenkejk« – 3:45
6. »Yo!« – 3:46
7. »Brrr« – 3:15
8. »Sexy rdeče oči« – 4:28
9. »Zdej en dan« – 2:52
10. »Swynya« – 5:21
11. »Tako zaspan« – 3:43

## Zasedba

### Zmelkoow
- Goga Sedmak — vokal, kitara
- Žare Pavletič — bas kitara
- Damjan Barut — bobni

### Ostali
- Luciano Kleva — harmonika (6)
- Andrea Flego — kitara (1, 8), produkcija
- Drago Favento — kitara (10), orglice (5)
- Kevin Koradin — kitara (9)
- Mauricjo Ratoša — kitara (3)